# Breitengüßbach
Breitengüßbach (fränkisch: Güßboch) ist eine Gemeinde im oberfränkischen Landkreis Bamberg mit einer mehr als 1100-jährigen Geschichte. Bereits in einer zwischen 810 und 832 ausgestellten kaiserlichen Urkunde wurde es als „Gusibah“ erwähnt. Es zählt zur Metropolregion Nürnberg.

## Geographie

### Nachbargemeinden
Nachbargemeinden sind (von Norden beginnend im Uhrzeigersinn): Zapfendorf, Scheßlitz, Memmelsdorf, Kemmern, Baunach und Rattelsdorf.

### Gemeindegliederung
Es gibt fünf Gemeindeteile (in Klammern sind der Siedlungstyp und die Einwohnerzahlen Stand 1. Januar 2020 angegeben):
- Breitengüßbach (Pfarrdorf, 3523)
- Hohengüßbach (Kirchdorf, 181) *
- Leimershof (Einöde)
- Unteroberndorf (Kirchdorf, 659)
- Zückshut (Kirchdorf, 362)

Es gibt die Gemarkungen Breitengüßbach, Unteroberndorf, Hohengüßbach und Zückshut.

## Name
Die Herkunft des Namens ist strittig. Das althochdeutsche Wort guza (gießen) könnte auf Gießbach hindeuten. Da aber der Nachbarort Hohengüßbach nicht an einem Bach liegt, könnte der Name auch von Gosbert oder Götz abgeleitet sein. Der Ortsname in seiner heutigen Schreibweise tauchte erstmals im Jahr 1750 auf. Erst in der Mitte des 19. Jahrhunderts erlangte er seine Legitimation.
Andere Quellen weisen darauf hin, dass Breitengüßbach aufgrund seiner Breite und Hohengüßbach aufgrund seiner hohen Lage bezüglich des Gewässers ihren Namen dem Mainzufluss Güßbach zu verdanken haben.

## Geschichte

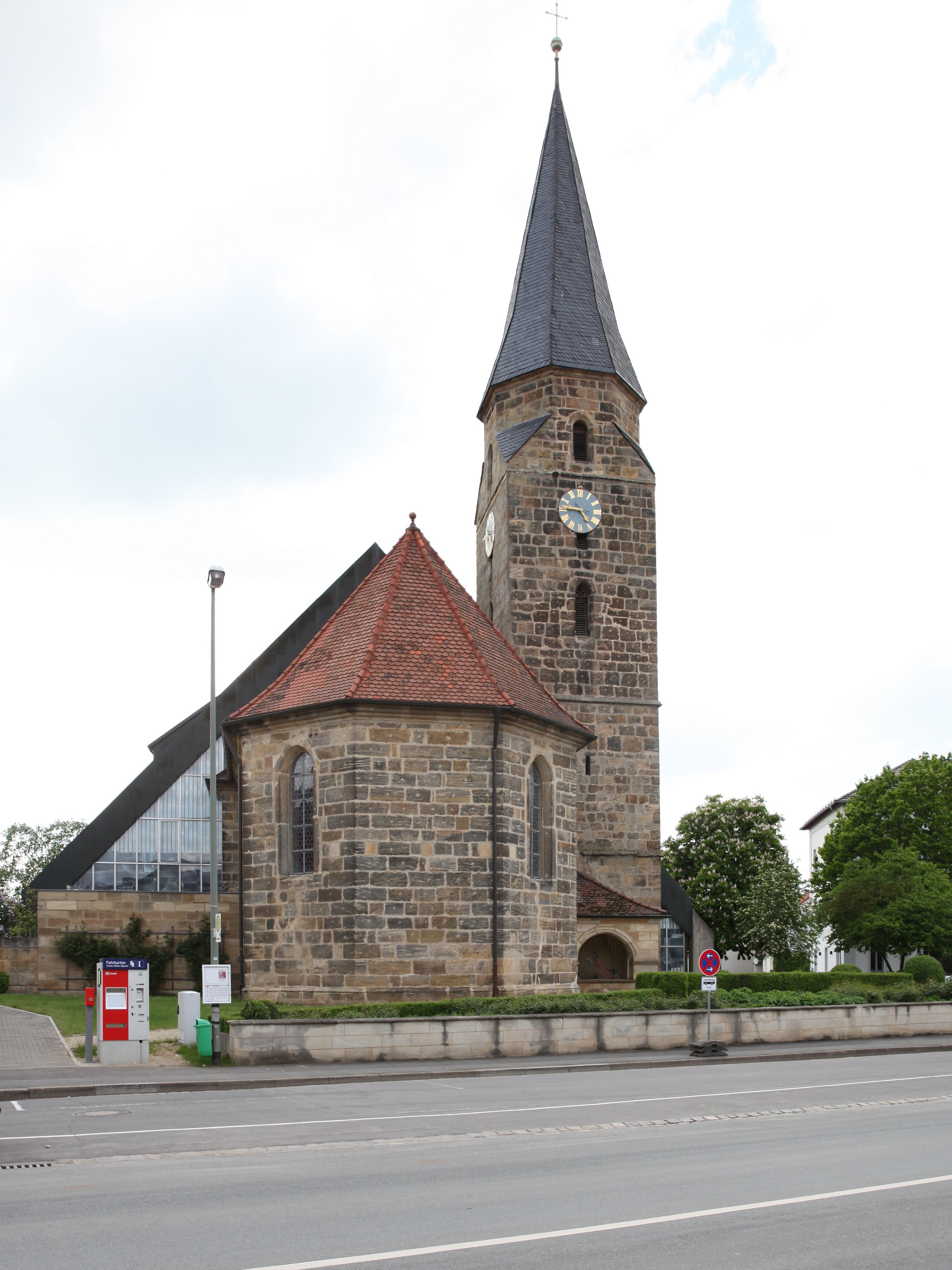
Pfarrkirche St. Leonhard

### Bis zur Gemeindegründung
Nach der Ersterwähnung als „Gusibach“ Anfang des 9. Jahrhunderts (um 812) und der beurkundeten Zugehörigkeit zum Königshof Hallstadt schenkte König Heinrich II. im Jahr 1007 bei der Gründung des Bistums Bamberg den Königshof mit Güßbach der Bamberger Kirche als Tafelgut. Bereits in der ersten Hälfte des 13. Jahrhunderts hatte Breitengüßbach ein eigenes Gotteshaus, St. Leonhard. Im Jahre 1392 wurde Güßbach von der Pfarrei Hallstadt abgetrennt und bekam eigene Pfarrrechte.
Eine neue Dorfordnung (Dorfverfassung) gaben sich die Güßbacher bereits 1594 als Grundlage für ein geregeltes Gemeindewesen in den folgenden Jahrhunderten. Der Schulmeister, der Schmied, der Bader, der Hirte und eine Hebamme wurden von der Gemeinde gestellt und besoldet. Ein eigenes Gemeindehaus, eine gemeindeeigene Dorfschmiede und eine öffentliche Badestube waren in der Gemeinde vorhanden. In den Schwedenkriegen wurde am 8. Februar 1633 halb Güßbach in Schutt und Asche gelegt.
1750 wurde der Ortsname Breitengüßbach erstmals verwendet. Der Ort gehörte bis zur Säkularisation zum Hochstift Bamberg, das ab 1500 im Fränkischen Reichskreis lag. Seit dem Reichsdeputationshauptschluss von 1803 gehört der Ort wie weite Teile Frankens zu Bayern (Siehe auch Geschichte Frankens). Im Zuge der Verwaltungsreformen in Bayern entstand mit dem Gemeindeedikt von 1818 die heutige Gemeinde.

### 20. und 21. Jahrhundert
Im Ersten Weltkrieg veränderten sich das Ortsbild und die bäuerliche Struktur kaum. Auch der Zweite Weltkrieg ging an der Gemeinde glimpflich vorüber.
Nach dem Zweiten Weltkrieg wurden eine Turnhalle gebaut, Wasserleitung und Kanalisation gelegt und eine Kläranlage errichtet. Eine neue achtklassige Volksschule entstand, ein Sportzentrum wurde geschaffen. Umfangreiche, attraktive Baugebiete wurden ausgewiesen, dazu ein größeres Gewerbegebiet. Ein Naherholungswald wurde angekauft und ausgebaut. All das schuf die Voraussetzung für eine rege Siedlungstätigkeit.
Breitengüßbach wurde als Kleinzentrum eingestuft. Durch den Umbau des ehemaligen Schulhauses im Ortskern zum Rathaus im Jahre 1979 wurde die Grundlage für eine moderne, bürgernahe Verwaltung geschaffen.
Die Einwohnerzahl ist auf etwa 4600 angewachsen, u. a. durch die Besiedlung großer Baugebiete.

### Eingemeindungen
Im Zuge der Gemeindegebietsreform wurde am 1. Januar 1972 Hohengüßbach mit Leimershof, am 1. Mai 1978 wurden Unteroberndorf und Zückshut eingemeindet.

### Einwohnerentwicklung
Im Zeitraum von 1988 bis 2018 wuchs die Gemeinde von 3673 auf 4512 um 839 Einwohner bzw. um 22,8 %. Ein Höchststand wurde 2011 mit 4693 Einwohnern erreicht.

## Religion
Laut Zensus am 9. Mai 2011 waren 72,2 % der Einwohner römisch-katholisch und 14,9 % evangelisch-lutherisch. 12,9 % hatten eine andere Religion oder waren konfessionslos.

## Politik

### Bürgermeisterin
Erste Bürgermeisterin ist seit April 2013 Sigrid Reinfelder (UBB), die sich in der Stichwahl mit 52,79 % durchsetzte und 2020 bei einem Gegenkandidaten mit 80,62 % im Amt bestätigt wurde. Sie war bei ihrem Amtsantritt die erste hauptamtliche Bürgermeisterin im Landkreis Bamberg. Ihr Vorgänger war seit 2001 Reiner Hoffmann vom Unabhängigen Bürgerblock (UBB).

### Gemeinderat
Im Gemeinderat sind in der Wahlperiode 2020/2026 folgende Parteien und Wählergemeinschaften vertreten (2014/2020, 2002/2008, 2008/2014):
- CSU: 4 Sitze (5, 5, 5)
- SPD: 2 Sitze (3, 4, 4)
- BÜNDNIS 90/DIE GRÜNEN: 2 Sitze (-, -, -)
- Unabhängiger Bürgerblock (UBB): 5 Sitze (3, 3, 3)
- Freie Wählergemeinschaft Zückshut (FWZ): 1 Sitz (1, 2, 2)
- Freie Wählergemeinschaft Unteroberndorf (FWU): 1 Sitz (2, 1, 1)
- Wählergemeinschaft Hohengüßbach (WGH): 1 Sitz (1, 1, 1)
- Junge Wählergemeinschaft (JWG): - Sitz (1, 0, 0)

### Wappen
| | Blasonierung: „In Silber ein Bauer mit blauer Weste, blauen Kniehosen, rotem Hemd, roten Kniestrümpfen und schwarzem Spitzhut, der in der rechten Hand einen schwarzen Stock mit rotem Band hält; daneben eine rote linke Flanke, darin ein goldener Balken, der von einem silbernen Pfahl überdeckt wird.“ |
| Wappenbegründung: Das Gemeindewappen geht auf den Abdruck eines Gemeindesiegels aus dem Jahre 1796 zurück, das einen Bauern mit einem Stab in der Hand darstellt. Möglicherweise handelt es sich um einen Dorfrichter (Schultheiß). Die Flanke im Gemeindewappen stellt das Wappen der früher in Breitengüßbach ansässigen Adelsfamilie von Gusbach oder Gußbach, Bamberger Ministerialen, dar, die im Ort ansässig war und im 15. Jahrhundert ausgestorben ist. Walther von Gussbach, gestorben 1424, war Verwalter der Besitzungen des Hochstifts Bamberg in Kärnten. Für Breitengüßbach ist aus dem Jahr 1594 eine Dorfordnung belegt. Wappenführung seit 1983. | |

## Sehenswürdigkeiten
Im Gemeindegebiet gibt zahlreiche Baggerseen, beispielsweise den Brückenhaussee, den Großen See und den Baunacher See.

## Brauereien
Im Gemeindegebiet bestand bis 2011 die Brauerei Hümmer, die angeschlossene Gaststätte existierte bis 2021 weiterhin.
Hümmer-Bräu wird seit 2011 aber noch in der Pension Karin gebraut.
Am 1. September 2012 wurde mit dem Brauhaus Binkert (Main Seidla) eine weitere Brauerei im Ort eröffnet.

## Vereine
- Freiwillige Feuerwehr

Freiwillige Feuerwehren bestehen in Breitengüßbach, Hohengüßbach, Unteroberndorf und Zückshut.
- Musikverein Breitengüßbach e. V.

Der Musikverein Breitengüßbach wurde 2007 gegründet und spielt moderne, sinfonische und auch traditionelle Blasmusik. Er besitzt über 250 Mitglieder.
- Sportverein

Die Basketballer des TSV Tröster Breitengüßbach sind die bekannteste Sportmannschaft Breitengüßbachs. Mehrere deutsche Nationalspieler wie Steffen Hamann oder NBA-Akteure wie Boniface N’dong haben bereits Spiele für Breitengüßbach absolviert. Der Kooperationsverein des deutschen Meisters Brose Baskets Bamberg spielt in der Pro-B-Liga und trägt seine Heimspiele in der Hans-Jung-Halle aus.
- Schützenverein

Die Schützengesellschaft (SG) Breitengüßbach 1965 e. V. ist ein speziell in der Jugendarbeit aktiver Verein. Im Erwachsenenbereich beteiligt sie sich mit acht Mannschaften an den Rundenwettkämpfen.
- Golfclub Bamberg auf Gut Leimershof e. V.

Der Golfclub in Leimershof veranstaltet auf der internationalen 18-Loch-Anlage  während der Saison nahezu wöchentlich Turniere wie z. B. Prominentengolf und den Audi-Cup.
- Reitverein Gut Leimershof e. V.

Der Reitverein in Leimershof wurde nach dem Bau der Reitanlage in Leimershof als Verein der englischen Reitweise gegründet. Zusätzlich zum Unterricht hat sich eine Sparte für Kinder- und Jugendtraining entwickelt.
- Kapellenverein Dreifaltigkeitskapelle Leimershof

Der ökumenische Verein unterstützte die Bewohner der ehemaligen Klosterstätte beim Bau einer neuen Kapelle. Nach deren Fertigstellung übernahm der Verein für Pflege und Erhalt die Verantwortung.
- Gesangverein Cäcilia Breitengüßbach (gegründet 1898)

Der vierstimmige Chor (Leitung Walter Hartmann) ist in und um Breitengüßbach bei vielen gemeindlichen und kirchlichen Anlässen mit einem breiten Repertoire (u. a. Elvis Presley, Mozart) eingesetzt.

## Verkehr

### Eisenbahn

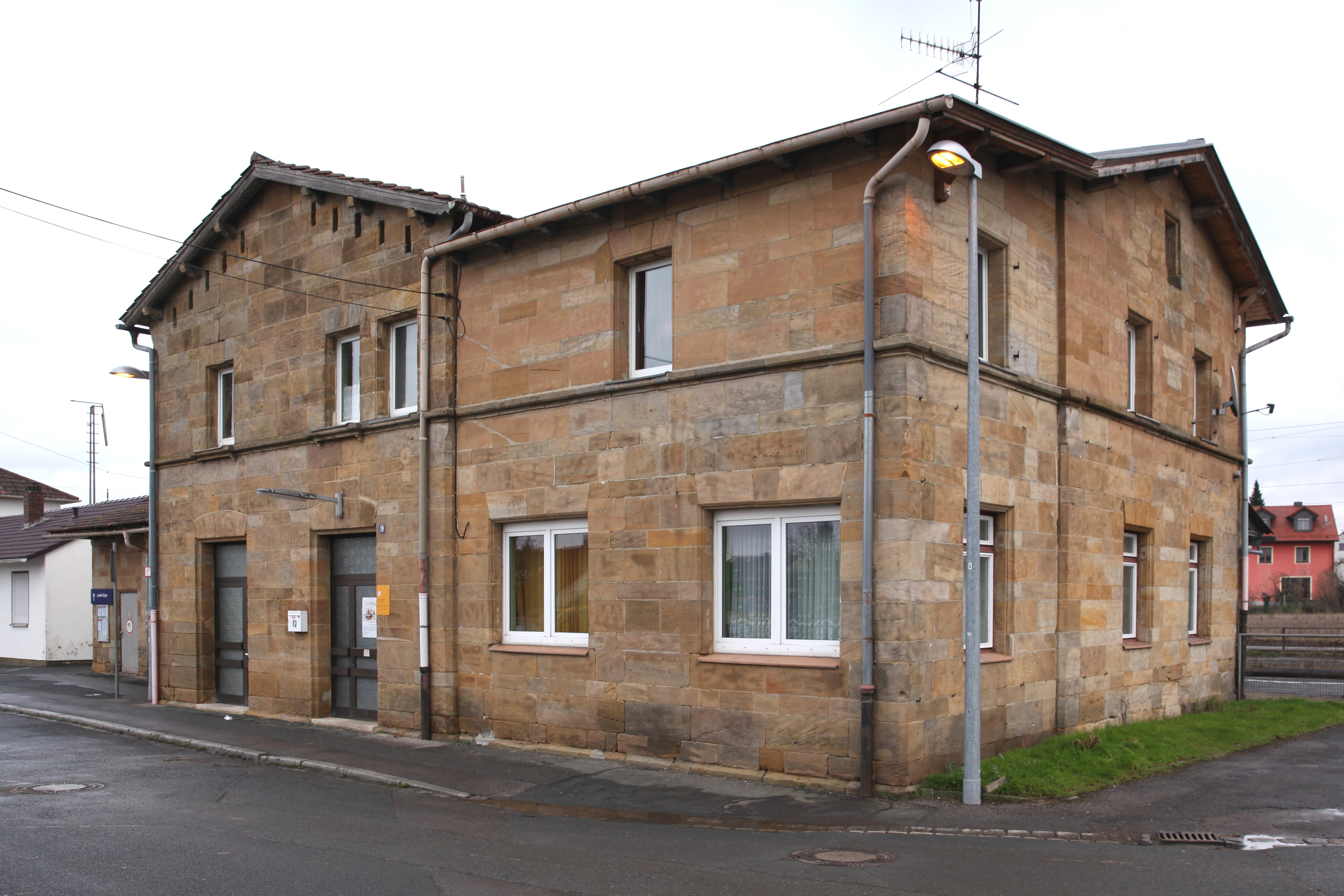
Straßenseite des ehemaligen Empfangsgebäudes

- Breitengüßbach erhielt erstmals durch die Ludwig-Süd-Nord-Bahn Anschluss an das Eisenbahnnetz.
- Der Ort liegt an der Bahnstrecke Bamberg–Hof. Hier zweigt die Bahnstrecke Breitengüßbach–Maroldsweisach ab.
- Die Bahnstrecke Breitengüßbach–Dietersdorf ist seit 1981 stillgelegt.

### Straßen
- A 73 (Nürnberg – Suhl)
- Bundesstraße 4 (Nürnberg – Hamburg – Bad Bramstedt)
- Bundesstraße 279 (Breitengüßbach – Ebern – Fulda)
- Staatsstraße 2197

Entfernungen zu größeren Orten im Umkreis: Bamberg 10 km, Bad Staffelstein 18 km, Ebern 17 km, Scheßlitz 12 km, Coburg 37 km, Lichtenfels 25 km, Haßfurt ca. 35 km, Forchheim 34 km, Erlangen 49 km und Nürnberg 73 km.

## Söhne und Töchter Breitengüßbachs
- Maximilian Knorr (1895–1985), Bakteriologe und Hygieniker